# Ay Yapım
Ay Yapım es una productora de medios turca, fundada por Kerem Çatay en 2005 y con sede en Beşiktaş, Estambul. Es una de las mayores empresas productoras de contenidos televisivos del país  y sus producciones también se transmiten por televisión en diferentes países. La empresa fue en el pasado el socio turco de Sparks Network, que tiene socios en 20 países de todo el mundo.
Las series y los actores de Ay Yapım fueron nominados en diferentes categorías para los Premios Internacionales de Drama de Seúl. En los Premios Internacionales de Drama de Seúl, una de las organizaciones más prestigiosas del mundo de la televisión, la serie Ezel recibió el "Premio Especial" en 2012 En 2014, Medcezir recibió el premio Silver Bird en la categoría de «Mejor Serie Dramática».
Los derechos del guion de la serie de televisión Aşk-ı Memnu fueron adquiridos por la estadounidense Telemundo Television Studios y regrabada bajo el nombre de Pasión prohibida. La serie Son, producida por Ay Yapım en 2012, se volvió a filmar bajo el nombre de "Runner" para emitirse en horario de máxima audiencia por el canal ABC en 2015. The Runner está protagonizada por Paula Patton y Brent Sexton.

## Producciones

### Series de televisión, web y películas
| Año           | Serie/Película                 | Canal de televisión/Plataforma |
| ------------- | ------------------------------ | ------------------------------ |
| 2006-2010     | Yaprak Dökümü                  | Kanal D                        |
| 2007          | Aşk Yeniden                    | TRT 1                          |
| 2007-2009     | Dudaktan Kalbe                 | Show TV                        |
| 2009-2010     | Samanyolu                      | atv                            |
| 2007-2008     | Menekşe ile Halil              | Kanal D                        |
| 2008-2010     | Aşk-ı Memnu                    | Kanal D                        |
| 2009-2011     | Ezel                           | Show TV, atv                   |
| 2010-2012     | Fatmagül'ün Suçu Ne?           | Kanal D                        |
| 2011          | Dedemin İnsanları              | Película                       |
| 2011-2012     | Al Yazmalım                    | atv                            |
| 2011-2013     | Kuzey Güney                    | Kanal D                        |
| 2012-2015     | Karadayı                       | atv                            |
| 2012          | Son                            | atv                            |
| 2013          | 20 Dakika                      | Star TV                        |
| 2013-2015     | Medcezir                       | Star TV                        |
| 2014          | Kara Para Aşk                  | atv                            |
| 2014          | Kurt Seyit ve Şura             | Star TV                        |
| 2014          | Bi Küçük Eylül Meselesi        | Movie                          |
| 2015          | Beş Kardeş                     | Kanal D                        |
| 2015-2017     | Kara Sevda                     | Star TV                        |
| 2015          | Analar ve Anneler              | atv                            |
| 2015          | Delibal                        | Película                       |
| 2016          | Kırık Kalpler Bankası          | Película                       |
| 2016-2017     | Bana Sevmeyi Anlat             | FOX                            |
| 2016-2017     | İçerde                         | Show TV                        |
| 2016-2017     | Cesur ve Güzel                 | Star TV                        |
| 2017          | Bu Şehir Arkandan Gelecek      | atv                            |
| 2017          | Daha                           | Película                       |
| 2017-2018     | Fi                             | Puhu TV                        |
| 2017-2021     | Çukur                          | Show TV                        |
| 2017-2018     | Ufak Tefek Cinayetler          | Star TV                        |
| 2018          | 8. Gün                         | atv                            |
| 2018-2023     | Şahsiyet                       | Puhu TV                        |
| 2018-2019     | Çarpışma                       | Show TV                        |
| 2018          | Şahin Tepesi                   | atv                            |
| 2018          | Bizim İçin Şampiyon            | Película                       |
| 2019          | Bir Aşk İki Hayat              | Película                       |
| 2019          | Özgür Dünya                    | Película                       |
| 2019          | Kuzgun                         | Star TV                        |
| 2020          | Zemheri                        | Show TV                        |
| 2020          | Babil                          | Star TV                        |
| 2020-2021     | Aşk 101                        | Netflix                        |
| 2020          | Nasipse Adayız                 | Película                       |
| 2020-2021     | Menajerimi Ara                 | Star TV                        |
| 2020-2021     | Alev Alev                      | Show TV                        |
| 2021          | Ada Masalı                     | Star TV                        |
| 2021-2024     | Yargı                          | Kanal D                        |
| 2022-2024     | Kuş Uçuşu                      | Netflix                        |
| 2021-2022     | Üç Kuruş                       | Show TV                        |
| 2022-presente | El Turco                       | Disney+                        |
| 2022          | baba                           | Show TV                        |
| 2022          | Burning Days (Kurak Günler)    | -                              |
| 2022          | Uysallar                       | Netflix                        |
| 2023-2024     | Ne Gemiler Yaktım              | Show TV                        |
| 2023-2024     | Aile                           | Show TV                        |
| 2023          | Ya Çok Seversen                | Kanal D                        |
| 2023          | arayis                         | Disney+                        |
| 2023-2024     | Şahane Hayatım                 | FOX                            |
| 2024          | Gaddar                         | FOX                            |
| 2024-2025     | Deha                           | Show TV                        |
| 2024-presente | Kimler Geldi Kimler Geçti      | Netflix                        |
| 2024-presente | Leyla: Hayat...Aşk...Adalet... | Now                            |
| 2025          | Başka Bir Gün                  | atv                            |
| 2025-presente | la encrucijada                 | Antena 3                       |

### Programas de televisión
- Sen Hakediyorsun
- Süpermarket
- Koş Dur Eğlen
- Kadının Gücü
- Kadınlar ve Erkekler
- Hülya Avşar ile Sen Bilirsin
- Ece ile Erkenden
- Aşk Oyunu
- Büyüle Beni
- Cenk mi Erdem mi?

## Premios y nominaciones
- Tuba Büyüküstün (20 Dakika), Premios Emmy Internacional, Mejor Actriz Extranjera 2014 -Finalista-
- Engin Akyürek (Kara Para Aşk), Premios Emmy Internacional, Mejor Actor Extranjero 2015 -Finalista-
- Kara Sevda, Premios Emmy Internacional, Mejor Serie de Televisión Extranjera 2017 -Ganó-
- Cesur ve Güzel, Premios Emmy Internacional. Mejor serie de televisión 2018  -Finalista-
- Haluk Bilginer (Şahsiyet), Premios Emmy Internacional, Mejor Actor 2019 -Ganó-
- Yargı, Premios Emmy Internacional, Mejor Serie de TV Extranjera 2023 -Ganó-